# Список особо охраняемых природных территорий Калмыкии
Система особо охраняемых природных территорий Калмыкии представлена территориями федерального и республиканского значения.

## Список ООПТ

### Государственные природные заповедники
| № | Наименование                                                   | Дата основания | Местоположение                                                                 | Площадь, га | Описание |
| - | -------------------------------------------------------------- | -------------- | ------------------------------------------------------------------------------ | ----------- | --- |
| 1 | Государственный природный биосферный заповедник «Чёрные земли» | 11 июня 1990   | Черноземельский район, Яшкульский район, Приютненский район, Яшалтинский район | 121 900     | Создан в целях изучения степных, полупустынных и пустынных ландшафтов, а также охраны и изучения калмыцкой популяции сайгака. Заповедник включает два кластера — основной участок «Черные Земли», где осуществляется охрана и восстановление популяции сайгака, и участок «Озеро Маныч-Гудило», которое является частью водно-болотного угодья международного значения, здесь находятся гнездовья и зимовки многих редких видов водоплавающих и околоводных птиц. |

### Государственные национальные парки
| № | Наименование                       | Дата основания | Местоположение  | Площадь, га | Описание |
| - | ---------------------------------- | -------------- | --------------- | ----------- | --- |
| 1 | Природный парк Республики Калмыкия | 1995           | Юстинский район | 4 323       | Природный парк расположен напротив поселка Цаган-Аман и протянулся на 8 км вдоль левого берега реки Волги и вглубь — на 5-6 км. На территории Природного парка представлены уникальные для Калмыкии биотопы: ивовые и тополевые леса, озера и болота, пойменные луга, ерики и участки пойменных песков. |
| 2 | Природный парк «Бамб цецг»         | 1991           | Целинный район  | 5 292       | Профиль ботанический. Охраняются тюльпаны Шренка, Биберштейна, миндаль низкий и другие растения |

### Государственные природные заказники федерального значения
| № | Наименование   | Дата основания | Местоположение                                          | Площадь, га | Описание |
| - | -------------- | -------------- | ------------------------------------------------------- | ----------- | --- |
| 1 | «Сарпинский»   | 7 июля 1987    | Кетченеровский район, Юстинский район, Яшкульский район | 195 925     | Заказник создан в целях сохранения, восстановления и воспроизводства ценных в хозяйственном, научном и культурном отношении, а также редких и находящихся под угрозой исчезновения видов животных, а также среды их обитания, исчезающих и лекарственных растений, мест их произрастания         |
| 2 | «Меклетинский» | 12 января 1988 | Черноземельский район                                   | 102 500     | Заказник «Меклетинский» был создан в связи с проектированием строительства канала Волга-Чограй, зона которого должна была подвергнуться интенсивной антропогенной трансформации в целях сохранения уникальной европейской популяции сайгака, а также животных, занесенных в Красную книгу РСФСР. |
| 3 | «Харбинский»   | 7 июля 1987    | Юстинский район, Яшкульский район                       | 163 900     | Образован в целях сохранения местообитаний ценных в хозяйственном, научном и культурном отношении, а также редких и находящихся под угрозой исчезновения видов животных, охрана и восстановление численности популяции сайгака.                                                                  |

### Государственные природные заказники республиканского значения
| № | Наименование      | Дата основания      | Местоположение                           | Площадь, га | Описание |
| - | ----------------- | ------------------- | ---------------------------------------- | ----------- | --- |
| 1 | «Морской Бирючок» | 1973                | Лаганский район                          | 50 000      | Заказник «Морской Бирючок» создан для обеспечения круглогодичной охраны животных и улучшения среды их обитания и увеличения их численности. |
| 2 | «Каспийский»      | 1975                | Лаганский район                          | 39 400      | Заказник создан для увеличения численности ондатры, фазана и стрепета, а также для усиления охраны и создания лучших условий для обитания водоплавающей дичи и увеличения их численности.                                                                                                   |
| 3 | «Зунда»           | 1970                | Ики-Бурульский район                     | 38 400      | |
| 4 | «Состинский»      | 1974                | Черноземельский район                    | 31 700      | Заказник создан для увеличения численности ондатры и заготовки ондатровых шкурок, а также для усиления охраны и создания лучших условий для обитания серого гуся, а также водоплавающей дичи и увеличения их численности                                                                    |
| 5 | «Ханата»          | 12 июня 1963 года   | Малодербетовский район, Сарпинский район | 52 200      | Создан для охраны водоплавающих и околоводных птиц. |
| 6 | «Лесной»          | 2 августа 1989 года | Городовиковский район                    | 2 200       | Заказник «Лесной» создан для усиления охраны и создания лучших условий для обитания дикого кабана, пушных видов зверей: лисицы, зайца-русака и других видов животных на данной территории.                                                                                                  |
| 7 | «Чограйский»      | 29 июня 1979 года   | Ики-Бурульский район                     | 22 600      | Создан для усиления охраны и создания лучших условий для обитания водоплавающей дичи и увеличения численности огаря, пеганки и редких птиц: колпиц, белых цапель, пеликанов, а также в целях рационального использования ондатры.                                                           |
| 8 | «Южный»           |                     | Ики-Бурульский район                     | 62 300      | |
| 9 | «Тингута»         | 8 февраля 2000 года | Черноземельский район                    | 197 800     | Создан для сохранения, восстановления популяции сайгаков, улучшения условий их обитания и проведения для этих целей исследований и экспериментальных работ, поддержания целостности полупустынных и пустынных биоценозов, увеличения численности видов животных занесенных в Красную книгу. |

### Памятники природы республиканского значения
В 70-х годах на территории Калмыцкой АССР было образовано 22 памятника природы регионального значения. Однако впоследствии статус большинства из них был пересмотрен.
| № | Наименование                        | Дата основания | Местоположение                                                           | Площадь, га | Описание                                                                            |
| - | ----------------------------------- | -------------- | ------------------------------------------------------------------------ | ----------- | ----------------------------------------------------------------------------------- |
| 1 | Городовиковская дубовая роща        |                | Городовиковский район, к юго-западу от Городовиковска                    |             | Уникальные лесные насаждения                                                        |
| 2 | Цоросовская лесная роща             |                | Городовиковский район, к востоку от посёлка Южный                        |             | Уникальные лесные насаждения                                                        |
| 3 | Дубовая роща                        | 1977           | Яшалтинский район, село Эсто-Алтай                                       | 2,5         | Уникальные лесные насаждения                                                        |
| 4 | Дубовая роща                        |                | Элиста                                                                   |             | Уникальные лесные насаждения                                                        |
| 5 | Одинокий тополь с каскадом родников | 1981           | Целинный район, в 5 километрах к юго-востоку от посёлка Хар-Булук        | 1,6         | Тополь, высаженный буддийским монахом Пурдаш-багши в 1846 году, с каскадом родников |
| 6 | Санаторная роща                     |                | Целинный район, близ посёлка Верхний Яшкуль                              |             | Уникальные лесные насаждения                                                        |
| 7 | Группа родников "Киитн булг"        |                | Кетченеровский район, Кетченеровское сельское муниципальное образование  |             |                                                                                     |
| 8 | Остров тюльпанов                    |                | Ики-Бурульский район, Бага-Бурульское сельское муниципальное образование |             | Уникальный участок целинной степи                                                   |
| 9 | Байрачный лес                       | 1981           | Сарпинский район, к западу от посёлка Годжур                             | 10          | Уникальный для Калмыкии лесной массив                                               |